# Songs an einem Sommerabend
Songs an einem Sommerabend ist ein jährlich stattfindendes zweitägiges Musikfestival, das vom BR-Moderator Ado Schlier konzipiert wurde, der in seiner Eigenschaft als künstlerischer Leiter des Festivals für dessen Programmgestaltung verantwortlich ist. Von 1987 bis 2016 fand das Festival auf der Klosterwiese vor dem Kloster Banz in Bad Staffelstein statt. Seit 2017 findet das Festival unter der Bezeichnung „Songs an einem Sommerabend – Das Original“ an jährlich wechselnden Orten statt. Das Festival gehört zu den wenigen Veranstaltungen für Liedermacher im deutschsprachigen Raum.

## Festivalgeschichte
Veranstaltungsort war von Anbeginn des Festivals zunächst die Klosterwiese vor dem oberfränkischen Kloster Banz bei Bad Staffelstein. Austragungstermin war, bis auf wenige Ausnahmen, traditionell der erste Freitag und Samstag im Juli. An beiden Tagen wurde grundsätzlich das gleiche Programm gespielt, die Besucherzahl belief sich auf ca. 5000 je Abend.
Im Rahmen des Festivals wurde der Förderpreis für junge Liedermacher der Hanns-Seidel-Stiftung verliehen. Der eigentliche Wettbewerb fand bereits am Donnerstag statt, die Preisträger traten dann im Rahmen des Festivals auf.
Der Bayerische Rundfunk zeichnete das Festival bis 2009 auf und übertrug alljährlich eine Zusammenfassung in seinem Fernseh- und Hörfunkprogramm, ebenso der Südtiroler Sender Rai Südtirol. Ab der 27. Auflage im Jahr 2013 übertrug der Bayerische Rundfunk wieder Ausschnitte des Festivals.
Nach 30 Jahren fand das Festival Songs an einem Sommerabend am 3. Juli 2016 zum letzten Mal auf der Klosterwiese vor dem Kloster Banz statt. Seitdem sind wechselnde Veranstaltungsorte geplant. Am 7. und 8. Juli 2017 traten die Künstler in Sterzing in Südtirol und am 29. und 30. Juni 2018 auf der Wiese des Klosters Himmelspforten in Würzburg auf.
Am bisherigen Veranstaltungsort findet seit 2017 mit Lieder auf Banz ein weiteres Festival für Liedermacher statt.

## Festivals und Teilnehmer seit 1996
| Auflage  | Datum                 | Künstler | Moderator(en)                               |
| -------- | --------------------- | --- | ------------------------------------------- |
| 10.      | 5./6. Juli 1996       | Reinhard Mey, Ludwig Hirsch, The Aspen Wind Quartet, Mary Black, Graeme Allwright, Mario Castelnuovo, Haindling, Hannes Wader, Esther Ofarim, L’art de passage, Alexander Goebel | Reinhard Mey                                |
| 11.      | 4./5. Juli 1997       | SchmidbauerS, Wolfgang Ambros, Willy Astor, Ralph McTell, Consiglia Licciardi, Enzo Enzo | Werner Schmidbauer                          |
| 12.      | 3./4. Juli 1998       | Werner Schmidbauer Duo, EAV, Willy Astor, Schariwari, Arik Brauer, Hubert von Goisern, Klaus Hoffmann mit Band, Peter Sarstedt, Speelwark, Timna Brauer und Elias Meiri, außerdem Acajo als Gewinner des Nachwuchsförderpreises | Werner Schmidbauer                          |
| 13.      | 2./3. Juli 1999       | Vocaleros, S.T.S., Alex Baroni, Willy Astor, Stefanie Werger, Haindling, Bratsch, Giora Feidman, außerdem Masen als Gewinner des Förderpreises für Songpoeten | Eva Mähl                                    |
| 14.      | 7./8. Juli 2000       | Krista Posch, Haindling, Konstantin Wecker, Ludwig Hirsch, Georg Danzer, Fredl Fesl, Naked Raven, Nizza Thobi | Krista Posch und Hans-Jürgen Buchner        |
| 15.      | 6./7. Juli 2001       | Hannes Wader, Konstantin Wecker, The Jackson Singers, Haindling, Wenzel und Band, évasion, Hubert von Goisern, Krista Posch, Willy Astor, Joana Amendoeira | Krista Posch und Hans-Jürgen Buchner        |
| 16.      | 5./6. Juli 2002       | Krista Posch, S.T.S., Haindling, Stefanie Werger, Bodo Wartke, Riltons Vänner. Der Abend endete mit einem „Midnight Special“ von Joja Wendt | Krista Posch                                |
| 17.      | 4./5. Juli 2003       | Haindling, Ludwig Hirsch und Johann M. Bertl, Joana, Manfred Maurenbrecher und Richard Wester, Schariwari, Colin Wilkie, Barbara Zanetti, Klaus Karl-Kraus | Katharina Heerdegen und Hans-Jürgen Buchner |
| 18.      | 9./10. Juli 2004      | Joana, Naked Raven, Hannes Wader, Viva Voce, Lydie Auvray, Barbara Zanetti, Willy Astor, Titlá, Etta Scollo, Bodo Wartke, Klaus Hoffmann | Joana                                       |
| 19.      | 8./9. Juli 2005       | Joana, Viva Voce, Salt Peanuts, Bodo Wartke, Manfred Maurenbrecher, Esther Bertram, Giora Feidman, S.T.S. und Richard Wester | Joana                                       |
| 20.      | 14./15. Juli 2006     | Bodo Wartke, Reinhard Mey, Konstantin Wecker, Giora Feidman, Haindling, Klaus Hoffmann, Liel, Ludwig Hirsch, Hannes Wader, Melanie Haupt, Riltons Vänner | Bodo Wartke                                 |
| 21.      | 6./7. Juli 2007       | Bodo Wartke, Reinhard Mey, Heinz Rudolf Kunze, Viva Voce, Barbara Thalheim, Sebastian Krämer und die österreichische Mundart-Gruppe Die Seer | Bodo Wartke                                 |
| 22.      | 4./5. Juli 2008       | Bodo Wartke, Reinhard Mey, Mike Batt, Quadro Nuevo mit Lisa Wahlandt, GlasBlasSing Quintett, Klaus Hoffmann, The Swingle Singers. Den Abend eröffneten IRISHsteirisch, die Sonder-Preisträger des o.a. Nachwuchsförderpreises. Das Gemeinschafts-Projekt „Maurenbrecher-Nussbaumer-Wester“, bestehend aus Manfred Maurenbrecher, George Nussbaumer und Richard Wester interpretierte Songs von Randy Newman | Bodo Wartke                                 |
| 23.      | 3./4. Juli 2009       | Bodo Wartke, Reinhard Mey, Konstantin Wecker, Viva Voce, Fred Ape, Andrea McEwan, IRISHsteirisch und Kelpie sowie als Nachwuchspreisträger der Hanns-Seidel-Stiftung Jonathan Leistner, Matthias Reuter, Les Belles du Swing und Dominik Plangger | Bodo Wartke                                 |
| 24.      | 16./17. Juli 2010     | Hannes Wader, Konstantin Wecker & Band, Claudia Koreck, Christoph Süß & Band, Dominik Plangger und Alea sowie als Nachwuchspreisträger der Hanns-Seidel-Stiftung Luz amoi, Pankraz, Carolin No und Stefan Ebert | Bodo Wartke                                 |
| 25.      | 8./9. Juli 2011       | Reinhard Mey, Klaus Hoffmann, Bodo Wartke Band, Arlo Guthrie & Wenzel, Fred Ape, Andi Weiss, Viva Voice, Rainer Schulze, Carolin No, Dominik Plangger und IRISHsteirisch sowie die Nachwuchspreisträger der Hanns-Seidel-Stiftung dieSteinbach, Max von Milland, Timon Hofmann und vocaldente | Bodo Wartke                                 |
| Jubiläum | 10. Juli 2011         | Reinhard Mey, Bodo Wartke & die SchönenGutenA-Band, Arlo Guthrie & Wenzel, Klaus Hoffmann, Andi Weiss, Fred Ape, Dominik Plangger und IRISHsteirisch mit Li Ming Zhang sowie die Nachwuchspreisträger der Hanns-Seidel-Stiftung | Bodo Wartke                                 |
| 26.      | 6./7. Juli 2012       | Konstantin Wecker und Band, Melanie, Giora Feidman und Gitanes Blondes, Claudia Koreck, Heinz Rudolf Kunze, Dominik Plangger, Timon Hoffmann, sowie die Nachwuchspreisträger der Hanns-Seidel-Stiftung Frank Fuzzy, Stefanie Polster, Roger Stein und Trio Ohrenschmalz | Matthias Brodowy                            |
| 27.      | 5./6. Juli 2013       | Heinz Rudolf Kunze & Räuberzivil, Angelo Branduardi, Haindling, Ganes, Gerhard Schöne, Anna Depenbusch, Helene Blum & Harald Haugaard, Roger Stein, sowie als Nachwuchspreisträger der Hanns-Seidel-Stiftung Mit ohne Alles, Nicolas Sturm und Diane Weigmann | Matthias Brodowy                            |
| 28.      | 4./5./6. Juli 2014    | Reinhard Mey, Konstantin Wecker, Hannes Wader, Klaus Hoffmann, Matthias Brodowy, Bodo Wartke, Dominik Plangger, Anna Depenbusch sowie als Nachwuchspreisträger der Hanns-Seidel-Stiftung Martin Zingsheim, Cynthia Nickschas, Desiree Klaeukens und Simon & Jan. | Matthias Brodowy                            |
| 29.      | 3./4. Juli 2015       | Konstantin Wecker, Angelo Branduardi, Heinz Rudolf Kunze & Räuberzivil, Carolin No, SOLOzuVIERT, Georg Clementi und Martin Zingsheim sowie als Nachwuchspreisträger der Hanns-Seidel-Stiftung Le-Thanh Ho, Christoph Theußl, Falk und HörBänd. | Matthias Brodowy                            |
| 30.      | 1./2. Juli 2016       | Wolfgang Stute, Viva Voce, Dominik Plangger, Claudia Koreck, SOLOzuVIERT, Klaus Hoffmann, Gaby Moreno, Bodo Wartke und Konstantin Wecker & Band sowie als Nachwuchspreisträger der Hanns-Seidel-Stiftung Weiherer, Vivid Curls, Sarah Lesch und Alex Diehl. | Matthias Brodowy                            |
| Finale   | 3. Juli 2016          | Wolfgang Stute, Matthias Brodowy, Viva Voce, Dominik Plangger, Andi Weiss, SOLOzuVIERT, Alex Diehl, Klaus Hoffmann, Carolin No, Konstantin Wecker & Band und Bodo Wartke & The Capital Dance Orchestra. | Matthias Brodowy                            |
| 31.      | 7./8. Juli 2017       | Heinz Rudolf Kunze, Alex Diehl, Gaby Moreno, SOLOzuVIERT, Dominik Plangger, Maria Craffonara, Titlá, Carolin No und Hundling. | Matthias Brodowy                            |
| 32.      | 29./30. Juni 2018     | Heinz Rudolf Kunze, Giora Feidman & Gitanes Blondes, Sharon Brauner & Band, Manfred Maurenbrecher & Richard Wester, Carminho & Begleitung, Dominik Plangger & Claudia Fenzl, Carolin No & Friends | Matthias Brodowy                            |
| 33.      | 14./15./16. Juni 2019 | Hans-Jürgen Buchner mit Haindling, Klaus Hoffmann, Carolin No, Noëmi Waysfeld & Blik, Weiherer, D'Raith-Schwestern & da Blaimer, Lukas Meister, Kathrina und Annika Borsetto sowie am Sonntag Konstantin Wecker mit dem Kammerorchester der Bayerischen Philharmonie | Matthias Brodowy                            |
| 34.      | 26./27. Juni 2020     | abgesagt wegen COVID-19 |                                             |
| 34.      | 30. Juli 2022         | Allan Taylor, Sharon Brauner, Mackefisch, Matthias Brodowy, Dominik Plangger | Matthias Brodowy                            |
| 35.      | 29. Juli 2023         | Allan Taylor, Lydie Auvray, Lars Reichow, Simon & Jan, Sven Garrecht, Marie Diot, Christian Moling | Matthias Brodowy                            |

## Moderation des Festivals vor 1997
Von 1987 bis 1996 wurden die Songs an einem Sommerabend von Reinhard Mey moderiert; er begründete die Tradition, dass der Moderator (sofern es sich um einen Künstler handelt) auch eigene Darbietungen beiträgt. Nach 1996 beendete Mey seine Moderationstätigkeit und seine Teilnahme für mehrere Jahre, da er nicht gewillt war, sein Lied Sei wachsam ohne den darin enthaltenen Text „Der Minister nimmt flüsternd den Bischof beim Arm: / Halt du sie dumm, – ich halt’ sie arm!“ zu singen. Ab 2006 nahm Reinhard Mey jedoch wieder am Festival teil.

## Publikationen
Neben der Übertragung der Festivals im Fernsehen (Bayerischer Rundfunk) und Hörfunk (u. a. WDR, Deutschlandfunk, RAI Südtirol) sind einige Konzerte auf CDs erhältlich, z. B. 25 Jahre Songs an einem Sommerabend, „28 Jahre Songs an einem Sommerabend“ oder 30 Jahre Songs an einem Sommerabend. Diese drei Alben beinhalten jeweils eine zweite CD mit Aufnahmen früherer Konzerte.
Die CD „Songs an einem Sommerabend“ von 2004 des nicht mehr existierenden pläne-Verlags enthält ein Vorwort von Ado Schlier, es sind jedoch Studioaufnahmen.